# Kate Liu
Kate Liu (hagyományos kínai írásjelekkel: 刘珒) (Szingapúr, 1994. május 23. –) szingapúri származású amerikai zongoraművész, a 2015. évi varsói XVII. Nemzetközi Chopin Zongoraverseny díjnyertese.

## Élete
Családja kínai nemzetiségű. Zongoratanulmányait 4 évesen kezdte, 6 éves korától a szingapúri Yamaha Zeneiskola kiemelkedő tehetségek programjában folytatta. 8 éves korában családja az Egyesült Államokba költözött, és Winnetkában (Illinois) telepedett le. 2004-től a Music Institut of Chicago akadémiai tehetségprogramjában tanult Emilio del Rosario (haláláig), majd Alan Chow és Micah Yui tanítványaként. Rendszeresen részt vett Dang Thai Son mesterkurzusain. A philadelphiai Curtis Institut of Music növendékeként szerzett bachelor fokozatot Robert McDonald irányítása mellett. Jelenleg a New York-i The Juilliard School hallgatója, Yoheved Kaplinsky osztályában.

## Pályafutása

### Korai pályája
16 éves korától, 2010-től készült hivatásos muzsikusnak, és kezdte meg a felkészülést a 2015. évi Chopin versenyre. Eközben több jelentős versenyen szerepelt sikerrel:
- 2010: New York-i Nemzetközi Zongoraverseny: 1. díj
- 2010: Thomas és Evon Cooper Nemzetközi verseny, Oberlin, USA: 3. díj
- 2012: Eastman Fiatal Művészek Nemzetközi Zongoraversenye, Rochester, USA: 3. díj
- 2014: Montreali Nemzetközi Zongoraverseny: döntőbe jutott
- 2015: 3. Ázsiai – Csendes Óceáni Nemzetközi Chopin verseny, Daegu, Dél-Korea: 1. díj

### Részvétele a XVII. Nemzetközi Chopin Zongoraversenyen
Hangfelvétel alapján történt előválogatást követően a 2015 áprilisában tartott válogatón a zsűri kiválasztotta a fő fordulókban való részvételre. A versenyt magát 2015. október 1–23. között rendezték Varsóban.
Kate Liu műsorválasztására jellemző, hogy túlnyomórészt Chopin kései műveiből válogatott.
Műsora az 1. fordulóban: H-dúr noktürn op. 62 No. 1, a-moll etűd op. 10 No. 2, Gesz-dúr etűd op. 10 No. 5, f-moll fantázia op. 49. 16 zsűritag értékelése alapján átlagpontszáma 18,83 (maximum: 25) volt, ezzel a 38. helyen végzett. A továbbjutásra adott igen-nem szavazatok alapján 11 igen, 5 nem szavazatot kapott (Dang Thai Son zsűritag nem értékelhette a verseny során).
Műsora a 2. fordulóban: f-moll ballada op. 52, F-dúr keringő op. 34 No. 3, cisz-moll scherzo op. 39, Andante spianato és Nagy polonéz op. 22. Átlagpontszáma 21,49 volt, ezzel a 4. helyen végzett. A továbbjutásra 15 igen, 1 nem szavazatot kapott.
Műsora a 3. fordulóban: Asz-dúr Polonéz-fantázia op. 61, Gesz-dúr impromptu op. 51, Három mazurka op. 56 (H-dúr No. 1, C-dúr No. 2, c-moll No. 3), h-moll szonáta op. 58. Átlagpontszáma 23,62 volt, ezzel holtversenyben az 1. helyen végzett. A továbbjutásra 16 igen szavazatot kapott.
Műsora a zenekari döntöben: e-moll zongoraverseny op. 11. Itt a zsűri (fordított helyezési számokkal) 1–10 között pontozta a versenyzőket. Átlagpontszáma 7,72 volt, amellyel a 3. helyen végzett.
A zsűri rendkívül szélsőségesen értékelte játékát: 5 zsűritag az első, 2 zsűritag az utolsó helyre rangsorolta. Ő kapta a legtöbb maximális, 10 pontos értékelést, 3 zsűritagtól. A 7 lengyel zsűritag által adott pontok átlaga 9,3 volt (ezzel az 1. helyen végzett volna), míg az ázsiai és latin zsűritagok pontátlaga 4,6 volt (ami 7. helyet ért volna). Ez a szélsőséges megítélés az egész versenyen végigkísérte.
Ugyanakkor a verseny alatt mindvégig a közönség lelkes támogatását élvezte. Az egész verseny egyetlen „felállva ünneplését” ő érdemelte ki a zenekari döntőben.
A lengyel rádió közönségszavazásán – az egész verseny tekintetében – ő kapta a legtöbb szavazatot, s ezzel a Mój Chopin („Az én Chopinem”) elismerő címet.
A zsűri döntése alapján végül a XVII. Nemzetközi Chopin Zongoraverseny 3. díját (bronz medált), valamint a Chopin mazurkáinak legjobb előadásáért járó különdíjat nyerte el.

### További pályafutása
A Chopin verseny díjnyerteseként 2016 elején lengyelországi és kelet-ázsiai hangversenykörúton vett részt. Ezt követően azonban válla megsérült, emiatt hosszabb időn keresztül nem tudta folytatni a zongorázást. 2017-ben az American Pianists Awards jelöléséről is le kellett mondjon, amely jelentős fellépési kötelezettséggel járt volna. Csak 2018 végén térhetett vissza a hangszerhez és a hangversenydobogóra, és kezdett készülni tanulmányainak lezárására. Számos helyen fellépett az Egyesült Államokban, valamint Kanadában, Lengyelországban, Németországban, Svédországban, Japánban, Kínában, Szingapúrban és Dél-Koreában.

## Diszkográfia
A XVII. Nemzetközi Chopin Zongoraversenyen készült felvételeiből a lengyel Chopin Intézet 2 CD lemezes albumot adott ki.
Számos korábbi és későbbi hangversenyfelvétele elérhető a YouTube-on.

## Megítélése

### Vélemények Kate Liuról
„Őt ismerni és tanítani abszolút élvezet. Talán két dolog különbözteti meg generációjától: egyrészt intenzív tudásvágya, hogy a zenében értelmet és válaszokat keressen – mindig gondolkodik és sohasem elégszik meg könnyen. Különleges, ahogyan próbál eljutni a zene magjáig, és azt a legbensőségesebb szinten megérteni. Másrészt az a képessége, hogy érzelmeit teljességgel kifejezze a színpadon, ahol „benne van a pillanatban”. Amikor előad, az teljesen őszinte, nincs benne semmiféle mesterkéltség. Az adottságok ilyen kombinációja meglehetősen ritka az ő korában. Nyilvánvalóan egy csodálatos előadói karrier küszöbén áll!”

– Alan Chow professzor, Northwestern University

„Megvan benne az előadóművész legnagyobb adománya – a képesség, hogy az első hangtól az utolsóig odaszögezzen.”

– James Setapen, Music Institute of Chicago, az Academy igazgatója

„…megmutatta, milyen mesterien kezeli a zenei időt – ami fenomenális az ő korában –, bár ez olyan képesség, amit nem megtanulható, saját magában kell hordoznia. A zene a fejében és az ujjaiban van, tökéletesen birtokolja a zongoratechnikát, de mindenekelőtt: muzsikál, a színpadon az intuíció és – ne féljünk kimondani – inspiráció által vezérelve. És hallja, hogy Chopin számára fontosak a színek, a színek változása, az érzelmek, a kicsengés, hogy meghallgassuk a hangot… Vajon a zsűri arra a tehetségre fogad-e, akinek mindene megvan az ígéretes jövőhöz?”

– Anna S. Dębowska, szakíró

„Hozzá hasonló zongorista sokévente egyszer fordul elő. Remélem, hogy – függetlenül a versenytől – elismerést szerez a világban, mert előadása valódi és egyedülálló esemény.”

– Dorota Szwarcman, zenekritikus

„Feltehetőleg ő volt Chopin legjobb tanítványa, akit a mester maga már e világon kívülről láthatott.”

– Marek Dyżewski professzor, művészettörténész

### Kate Liu önmagáról
Marian Marzyński: Milyen gyerek voltál kislányként?

– Rajongtam a technikáért és a csillogó darabokért, de egy ponton, amikor igazán eljön a zene iránti szerelem – és ezt az ázsiai kultúra néha nem segíti –, az már nem a technikáról szól. Szokták mondani, hogy mindent tökéletesen játszottam, egyetlen hang sem ment mellé, de… Ma már azt gondolom, hogy nem ez a legjobb a zenében, de még csak a közelébe sem ér a lényegnek. Sokat hibázom, de az érzést próbálom megtalálni – ez a lélekről szól, és a szívről, és egyáltalán nem a felszínről.
– Hogyan jellemeznéd három szóval a versenyen való részvételed?

– Élmény, pillanat, … szenvedély.